# Gontran (roi)
Pour les articles homonymes, voir Gontran.
Ne doit pas être confondu avec Saint-Gondran.
 (juin 2024).
Gontran, dit aussi saint Gontran, est un roi mérovingien et un saint catholique et orthodoxe du VIe siècle. Il est fêté le 28 mars.

## Biographie
Gontran aurait pour signification étymologique « Corbeau de bataille », Gunth Chramn en vieux francique, Gunth (bataille) et Chramn (corbeau).
Il serait né entre 532 et 534, et mort un 28 mars à Chalon-sur-Saône. Cependant, l'année exacte de son décès reste incertaine. L'archéologue Margarete Weidemann indique qu'il pourrait être décédé en l'an 592,. Les historiens Karl August Eckhardt  et Martin Schmitt mentionnent respectivement l'année 593 et l'année 594. Enfin, Gabriel Monod soutient qu'il est impossible de déterminer entre les années 592 et 593.
Fils du roi franc Clotaire et d'Ingonde, il hérite du royaume de Bourgogne à la suite de la mort de son père en 561.
À cette époque, les frontières de son royaume sont élargies au nord jusqu'à Melun ainsi qu'Orléans, Arles, Marseille et l'on commence à l'appeler la Bourgogne. 
Le roi Gontran s'installe d'abord à Orléans, puis à Chalon-sur-Saône. Il doit se battre contre d’autres peuples barbares qui menacent le royaume. 
Il tente pendant un moment de réconcilier ses deux frères Sigebert et Chilpéric. Chilpéric est réputé si violent que Grégoire de Tours l'appelle « le Néron, l'Hérode de notre temps. » Il est probable que Galswinthe, la sœur de Brunehaut et épouse de Chilpéric, et Sigebert ont été assassinés sur ordre de Chilpéric et de sa troisième épouse, Frédégonde, respectivement en 567 et en 575.
En 575, Gontran obtient, après une guerre victorieuse contre les Lombards, la « vallée d'Aoste, la vallée de Suse, la Maurienne et le Briançonnais. Il établit un évêché à Saint-Jean-de-Maurienne, auquel il rattacha la vallée de Suse ».
Ses quatre fils étant morts en bas âge, il adopte son neveu, Childebert II, fils de Sigebert et de Brunehaut, en 577 et à la suite d'un entretien achevé à Pompierre, près de Neufchâteau. Quand Chilpéric reconnaît Childebert II en 581, Gontran tente de retourner la situation à son profit en rendant à Childebert II la moitié de Marseille. Chilpéric meurt en 584.

### Guerres malgré lui
Gontran est un roi chrétien préférant la paix à la guerre. La mort de Chilpéric aurait dû stopper cette dernière, mais deux personnalités du royaume d'Austrasie et anciens favoris de Chilpéric empêchent cela : l'évêque de Reims Egidius ou Aegidius et le duc Gontran Boson. De plus, les grands d'Austrasie aident Gondovald, fils naturel se prétendant descendant de Clotaire Ier, à contrer Gontran. Il doit effectuer une campagne jusqu'à Saint-Bertrand-de-Comminges en 585.

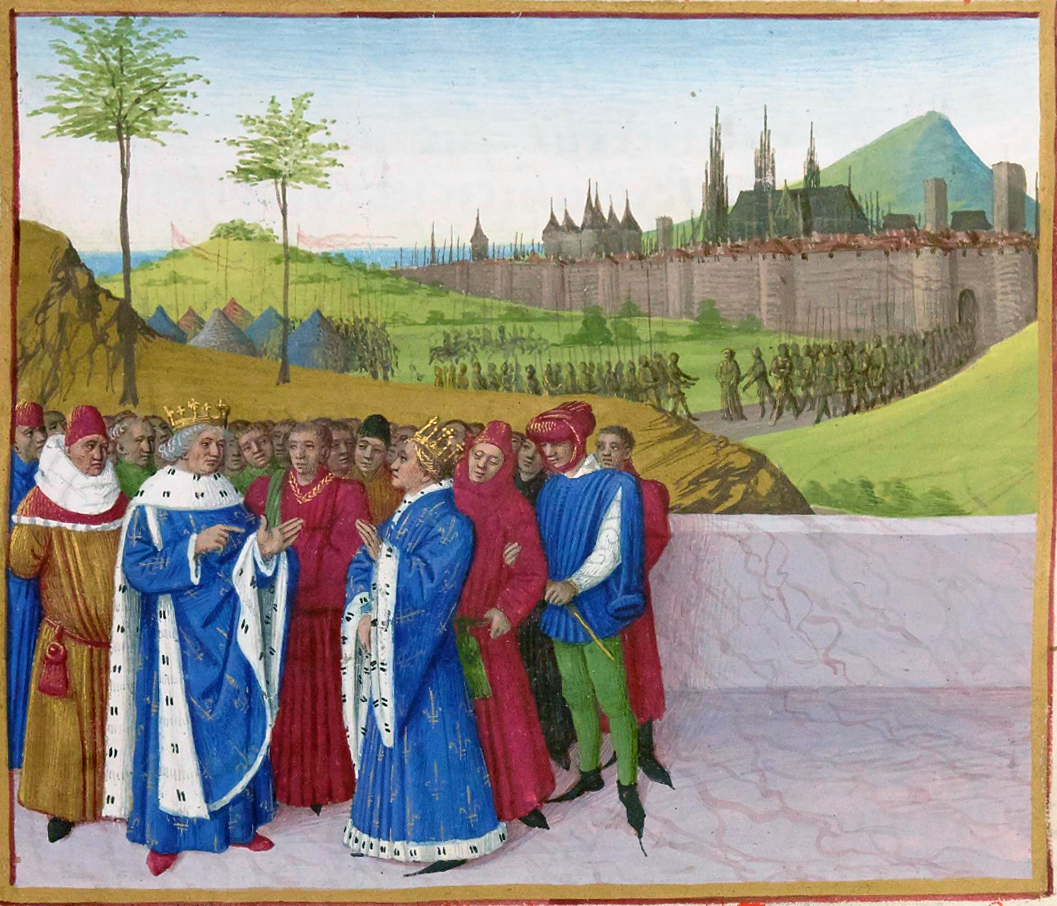
Entretien entre saint Gontran et Childebert II (par Jean Fouquet, vers 1455).

Après avoir battu Gondovald, il peut renouer l'alliance de Pompierre. Le 28 novembre 587, les deux rois conclurent le traité d'Andelot près de Chaumont. Ce traité confirmait que, lors du trépas de Gontran ou Childebert II, leur héritage reviendra au survivant.
En 588-589, voulant conquérir la Gaule gothique, Gontran envoya en Septimanie une armée dirigée par Austrovald, duc d'Aquitaine ; elle est écrasée près de Carcassonne par les troupes du roi wisigoth Récarède dirigées par le duc Claude de Lusitanie. Selon Grégoire de Tours, les Francs perdent 7 000 hommes (5 000 tués et 2 000 prisonniers).

### Saint Gontran et l'abbaye royale Saint-Marcel

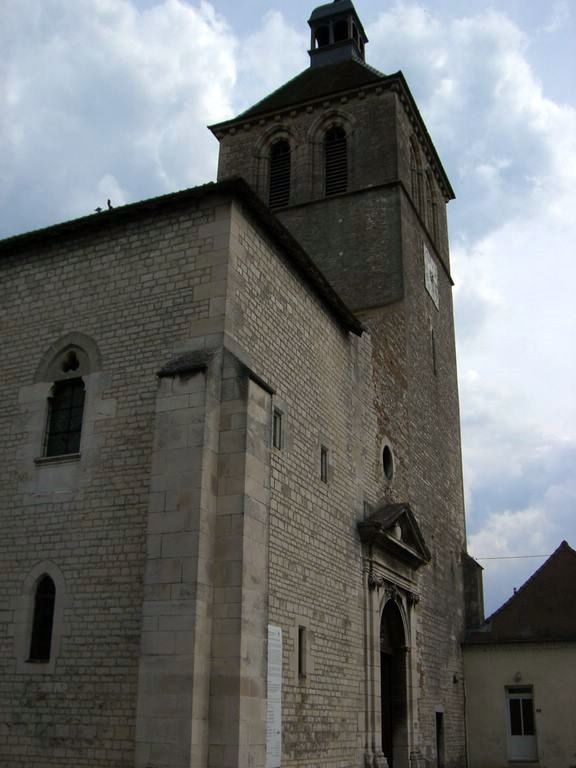
Abbaye Saint-Marcel.

Une fois Chalon-sur-Saône choisie comme capitale, le roi Gontran fit fonder un monastère dans un des faubourgs (Hubiliacus, Argenteomagensis ager in suburbio Cabilonis). Il s'agit de l'abbaye Saint-Marcel-lès-Chalon. La charte du roi n'existe plus, mais la fondation semblait être décidée vers 577.
Gontran sera inhumé dans la basilique qu'il a fait construire en l'honneur et sur la tombe de Saint Marcel, martyr lyonnais du IIe siècle, dont l'édifice a été fondé en 584,.
En l'an 584 également, Gontran institua auprès de cette abbaye la psalmodie perpétuelle.
Il fit réorganiser les monastères importants qui lui étaient liés. Il accorda des dons à l'Abbaye Saint-Bénigne de Dijon, établi en 509 par saint Grégoire, évêque de Langres. L'abbaye Saint-Maurice d'Agaune, œuvre de saint Sigismond, avait autorité sur ces deux monastères. Le roi Gontran ordonna, entre 584 et son décès, par une charte sans date, que ces trois monastères soient dirigés par une congrégation unique et un seul supérieur. Apollinaire, abbé d'Agaune, était désigné comme supérieur des trois abbayes.
Une légende médiévale raconte que Gontran était moine dans ce monastère, à la fin de sa vie,. Quelques écrivains postérieurs ont continué cette légende. Mais les deux dernières années de Gontran restent inconnues, sans rapports avec saint Grégoire de Tours,. Il mourut à Chalon, soit le 28 mars 592, soit le 28 mars 593, selon les sources,.

### Accueil de Saint-Colomban
À la fin de son règne, le roi Gontran accueillit Saint-Colomban, célèbre moine irlandais. Selon la tradition irlandaise, Saint-Colomban, en statut de pérégrin, avait le droit de demander aux souverains la protection et l'hospitalité. Après avoir été accueilli à la cour de Childebert II, il s'installa en 591, à Anagrates en vue d'établir son premier monastère, traditionnellement attribué au hameau d'Annegray, dans la commune de La Voivre (Haute-Saône),,.
En 590, cette région restait encore la forêt royale réservée à la chasse de Gontran. Grégoire de Tours mentionne dans son histoire un événement tragique lié à cette forêt royale, à la suite de la colère du roi Gontran,.
Ce lieu a sans doute été choisi sur l'initiative de ces souverains. En effet, le monastère d'Annegray était situé à la limité de la Burgondie, sur la frontière avec l'Austrasie,. Il s'agit d'un val étroit, qui facilitait le contrôle de la circulation sur une ancienne voie romaine. De plus, la ruine d'un ancien castrum romain pouvait favoriser la construction du monastère. Le choix était stratégique, selon les objectifs royaux,.
Sous la protection de Gontran, l'arrivée de Saint-Colomban à Anagrates connut le succès. Deux ans plus tard, en 593, Colomban créa son deuxième monastère, l'abbaye de Luxeuil.
Dans ce contexte historique, la fondation de ces monastères reste importante. Au départ simples lieux de culte, ils devinrent des centres efficaces d'évangélisation chrétienne. Ils ont marqué la collaboration entre Colomban et ses patrons royaux, qui, pour la première fois, étaient établis en Europe. Plus tard, Charlemagne réalisera la même politique, en faisant fonder de nombreux monastères.

### Postérité et traité d'Andelot

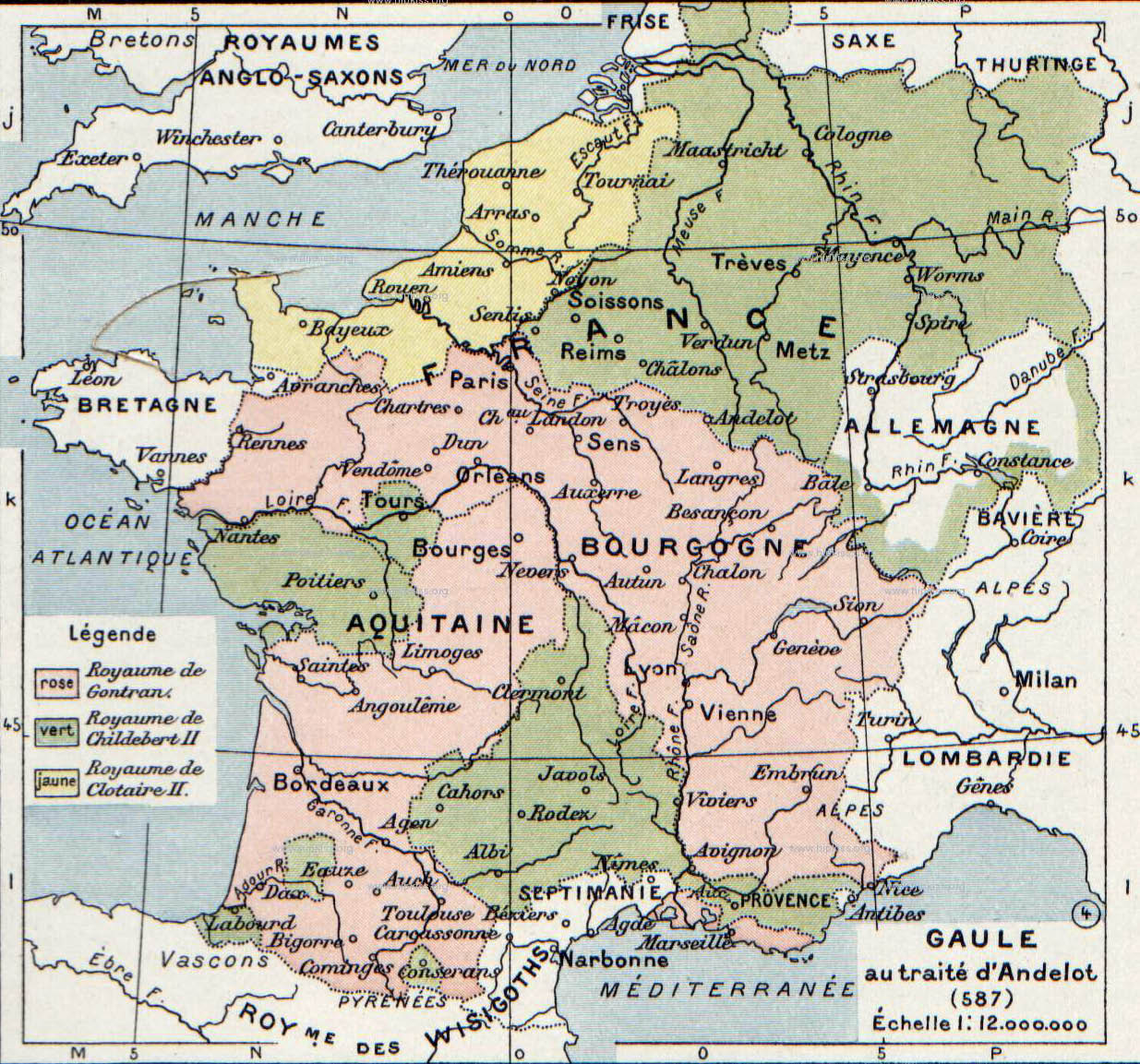
La Gaule au traité d'Andelot (587), par Paul Vidal de La Blache (1894). Andelot était exactement située sur la frontière entre les deux pays.

À la suite du décès de Gontran en 592 ou 593, son royaume revint à Childebert II, selon le traité d'Andelot en 587. Les évêques de son royaume le sanctifièrent.
Il s'agissait d'un véritable traité de paix, exceptionnel à cette époque. De nos jours, son texte est intégralement conservé, grâce à Grégoire de Tours, qui l'appréciait, y voyant une réalisation de la politique, si fructueuse, d'un roi chrétien (Histoire des Francs, livre IX, chapitre 20) :

« Lorsqu'au nom du Christ, les très excellents seigneurs et rois Gontran et Childebert, et la très glorieuse dame et reine Brunehaut, liés par l'affection, se furent réunis à Andelot, afin de terminer par une mûre délibération tout ce qui pourrait faire naître des différends entre eux ; par la médiation des évêques et des grands, par la volonté de Dieu et par amour pour la paix, il fut convenu et arrêté ce qui suit : aussi long-temps qu'il plaira au Dieu tout puissant de les laisser dans ce monde, ils se conserveront une foi et un attachement purs et sincères. [lire le texte entier]. »

Il est à noter que le nom de la commune Villargondran, située en Maurienne, pourrait être issu de Gontran. Des lieux « Gondrand » se retrouvent aussi dans cette région.

## Descendance
Les épouses, concubines et descendants suivants lui sont connus :
- Concubinage avec Vénérande[23], une servante gauloise. Sera issu de l'union[24] :
  - Gondebaud ou Gondovald[25] (vers 561 - † vers 566). Empoisonné par Marcatrude ;
- Épouse vers 565 Marcatrude († vers 566), une noble franque, fille du duc Magnacaire des Francs[fc 3]. Sera issu de l'union :
  - Un fils mort nourrisson († 566) ;
- Épouse vers 567 Austregilde[fc 3] surnommée Bobilla († 580 à cause du feu de saint Antoine[fc 4] ou bien du choléra[fc 5]), une servante franque de Marcatrude. Seront issus de l'union :
  - Clotaire (566 ou 567 - † 577[fc 6]) ; mort de la peste à l'âge de 10 ans,
  - Clodomir (572 ou 573 - † 577[fc 6]) ; mort de la peste à 4 ans,
  - Clodeberge (vers 575 - † vers 584 (avant ou après le concile de Valence tenu le 23 mai 584[26])) ; religieuse[fc 3] (selon ce concile de Valence)[rs 1],
  - Clodehilde ( - † après 587) ; religieuse[fc 3] (d'après le même concile)[rs 1].

Les noms latins de ces filles varient selon les manuscrits. Il est à noter que le concile de Valence, tenu le 23 mai 584, confirma les donations de terres qui avaient été effectuées auparavant, à quelques églises, par ces deux dernières filles. Le traité d'Andelot conclu en 587 ne mentionnait qu'une seule fille : « Illud specialiter placuit per omnia inviolabiliter conservari, ut quicquid domnus Guntchramnus rex filiæ suæ Chlothieldi contulit, aut adhuc, Deo propitiante, contulerit, in omnibus rebus atque corporibus, tam in civitatibus, quam agris vel reditibus, in jure et dominatione ipsius debeat permanere, ... (Il est spécialement convenu, pour être inviolablement exécuté, que tout ce que le seigneur roi Gontran donna à sa fille Clodielde, ou lui donnera, s'il plaît à Dieu, en biens quelconques ou en hommes, villes, champs ou rentes, demeurera en propriété et puissance de celle-ci, ...) » (Histoire des Francs, livre IX, chapitre 20). Mentionnée par les deux conciles, la légitimité de ces deux filles est confirmée avec certitude.

## Canonisation et culte de saint Gontran

### Le «bon roi Gontran»
C'est Grégoire de Tours qui l'appelait « bonus rex Gunthramnus (le bon roi Gontran) » dans son Histoire des Francs (VII, 13 ). Les historiens considèrent que ce roi appréciait cependant le plaisir et la violence, comme beaucoup de mérovingiens. Grégoire de Tours fait mention de son crime : en 590, d'après lui, Gontran fit mourir un chambellan du roi, Chundon, « un homme fidèle et nécessaire à son service », à cause d'une faute légère (X, 10).
Si l'on admet cette caractéristique commune chez les rois mérovingiens, la vie de Gontran est effectivement changée. Si l'on examine soigneusement l’Histoire des Francs, saint Grégoire détaille la bonté de saint Gontran à partir de 576. Après le conflit avec ses frères et quelques campagnes militaires, il établit, en 576, la paix en Avignon : « il rétablit Avignon sous la domination de son frère [Sigebert] avec sa bonté coutumière. » (IV, 30). Après cette date, il y avait l'adoption de Childebert II, et la fondation du monastère Saint-Marcel.
Mais surtout, saint Grégoire souligne la bonté du roi dans ses livres VII et VIII, plus précisément à partir de 584. Dans ses dernières années, les actions de bonté de Gontran sont nombreuses. À la mort de Chilpéric, en 584, il soutint la rentrée à Paris de l'évêque Prétextat de Rouen, chassé auparavant par ce dernier (VII, 16),. Puis, en 585, à la mort d'Eunius Mummolus, prince problématique, Gontran fit distribuer tous ses trésors aux pauvres et aux églises, hormis ce dont avait besoin Childebert II (VII, 40 ; VIII, 3).
En plus des monastères, vers 579, Gontran fit créer un évêché sur son nouveau territoire, celui de Maurienne qui demeure encore aujourd'hui,. En présence des reliques de saint Jean-Baptiste, il voulait que le nouvel évêché promeuve la vénération de saintes reliques à la cathédrale Saint-Jean-Baptiste qu'il fit reconstruire.
On ne sait pourquoi Gontran, membre de la maison mérovingienne, était devenu si pieux, ou s'il avait été converti. L’Histoire des Francs ne donne aucune explication et se contente de présenter son ardeur chrétienne. En effet, saint Grégoire avait rédigé cet ouvrage, en s'appuyant sur des archives ecclésiastiques, et non selon les légendes.

### Bonté et Sainteté
En admettant que Saint-Grégoire de Tours multiplie ses témoignages d'admiration sur la qualité de Gontran, il faut remarquer que l'évêque n'employait jamais le titre saint,. Quant à l'expression bonus rex Gunthramus (bon roi Gontran), il ne l'écrivit que deux fois seulement (IV, 25 et VII, 13). Il fallut attendre des écritures tardives, pour voir apparaître le culte de saint Gontran.      
Saint-Grégoire a mentionné un miracle lié à Gontran dans le livre IX, chapitre 21, qui commence par cette phrase : « Ce roi, comme nous l'avons dit souvent, faisait beaucoup d'aumônes et se plaisait aux veilles et aux jeûnes ». Lorsque la peste s'est propagée dans un bourg près de Lyon, le roi fit organiser de grandes dévotions, y compris des processions, « comme un bon évêque ». Une femme, de qui le fils souffrait de la fièvre, s'approcha au milieu de la foule et prit en cachette un peu de la frange du vêtement de Gontran. À peine avait-elle fait boire à son fils l'eau dont la frange était imbibée, ce dernier fut guéri. L'évêque n'hésita pas à ajouter son avis : « Je ne fais aucun doute  ». En effet, Saint-Grégoire entendait souvent l'effet puissant du nom de Gontran contre les démoniaques (ibidem). L'évêque de Tours témoignait que, sous son règne, Gontran était considéré comme saint homme.
L'étude récente de Bernard Guenée (2008), en détail, explique cependant qu'après la mort du roi, le culte lié à Gontran disparut. Aucune relique de lui ne fut vénérée au Moyen Âge. Le roi avait définitivement quitté Orléans et Paris, en s'installant à Chalon-sur-Saône, raison pour laquelle il serait tombé dans l'oubli, mis à part dans cette ancienne capitale et dans quelques diocèses. Là-bas, il était un des titulaires d'un autel (avec Saint-Jean-Baptiste et Saint-Marcel) tant qu'il était l'objet d'un culte.
Le nom de Gontran apparut dans la seconde moitié du VIIIe siècle, dans quelques manuscrits du Martyrologe hiéronymien, tel celui de Bède le Vénérable. Celui du IXe siècle est le martyrologe d'Usuard.
Plus tard, dans son Histoire des Lombards, Paul Diacre († vers 799) racontait cette légende : ayant découvert beaucoup d'or lors d'une chasse, Gontran aurait fait fabriquer un grand ciboire avec ce trésor, dans l'optique de l'envoyer à Jérusalem. Finalement, ce ciboire aurait été placé sur le tombeau de saint Marcel. « Ce Gontran était un roi pacifique et renommé par sa grande bonté »,. 
Quelques autres historiens médiévaux soulevèrent la bonté de Gontran. Aimoin de Fleury († vers 1010) utilisa de nombreuses écritures de saint Grégoire. Cependant il est confus sur le sujet de concubines. Aimoin n'employa jamais le mot saint roi, malgré son appréciation,.
Primat de Saint-Denis († vers 1285) a détaillé les vertus de Gontran. Mais, au lieu de « le bon roi Gontran », il écrivit : « le roi Gontran, qui tant était miséricordieux et dévotieux. ». En utilisant de nombreux matériaux d'Aimoin, il traduisit « le bon roi Gontran » en « saint roi » dans son propre ouvrage,.
Pour le rétablissement du culte de Gontran à Chalon, il fallut attendre Jean Rolin, évêque de Chalon et prieur du monastère Saint-Marcel depuis 1431. Il fit reconstruire un clocher sur lequel on lit l'inscriptio DEO EREXIT GONTRANUS (À Dieu, Gontran éleva). Vers 1435, il fit installer, en mémoire du fondateur Gontran, un grand mausolée dans une chapelle, qui n'existe plus. Au XVIe siècle, les Huguenots ruinèrent à la fois la chapelle et le mausolée. Ils dispersèrent ses reliques. Seule la tête fut sauvée et conservée dans un reliquaire.

### Chant liturgique
Saint Grégoire porte témoignage du goût du roi Gontran pour la musique sacrée. Le 4 juillet 585, ils étaient à Orléans afin de célébrer la fête de Saint Martin de Tours, ainsi que pour une réunion des évêques. L'évêque de Tours décrivit le banquet tenu le lendemain : 

« On en était au milieu du déjeuner quand le roi demanda d'ordonner au diacre de notre Église qui, la veille, pendant la messe, avait chanté le psaume responsorial, de chanter. Quand il eut fini, le roi voulut alors que je demande à tous les évêques qui étaient venus sur ma convocation qu'ils ordonnent chacun à un de leurs clercs dont c'était la fonction qu'il chante devant le roi. Quand je les eus avertis, comme me l'avait demandé le roi, chacun d'entre eux chanta de son mieux le psaume responsorial devant le roi,. »

— Saint Grégoire de Tours, Historia Francorum, Livre VIII (traduction par Dom Saulnier de l'abbaye Saint-Pierre de Solesmes)

### Culte
Selon la date de son décès, le 28 mars est la fête locale de Saint-Gontran.
Le culte de Saint-Gontran est vivant surtout en Maurienne, où le roi fit créer son propre évêché. Notamment, il fut promu en 1297 à la cathédrale de Saint-Jean-de-Maurienne par le futur évêque Aimon II de Miolans. Ce prince lui donna un revenu annuel de soixante sols de Vienne, ayant pour but de célébrer la fête de saint Gontran, 28 mars, en rite double. Dorénavant, grâce à lui, la célébration était suivie d'un dîner de fête, qui était partagé par les chanoines avec l'aumône accoutumée. Un bréviaire de la région, achevé en 1512, contenait les litanies de saints, dans lesquelles le nom de saint Gontran était mentionné,. Dans ce diocèse, le culte fut supprimé à la suite de la Révolution. En 1858, l'évêque François-Marie Vibert rétablit ce culte.
En Italie, le culte de Gontran se trouve dans la Vallée d'Aoste. On lit exactement, sur un ancien martyrologe de la cathédrale d'Aoste, des lignes qui indiquent que Gontran fit bâtir une nouvelle église sur les ruines d'une ancienne basilique romaine : DEPOSITIO BTI GONTRANNI REGIS FRANCORVM,. On y célébrait la fête de Gontran, jusqu'à la réforme liturgique du concile Vatican II.
Il est le saint patron des personnes divorcées, est invoqué pour apaiser les querelles familiales et pour favoriser le rapprochement entre les branches d’une famille en conflit.

## Liste des conciles qui concernaient le roi Gontran
Le roi Gontran fit assembler, afin de défendre la doctrine orthodoxe, plusieurs conciles,. Selon les études de Roisselet de Saucières :
- 567 (sixième année du règne de Gontran) : IIe concile provincial de Lyon, présidé par l'évêque Nizier de Lyon[rs 2] ;
- 573 : IVe concile de Paris, réuni sous l'initiative de Gontran pour la paix[rs 3],[fc 1] ;
- 579 : concile de Chalon-sur-Saône[rs 4] ;
- 581 : concile de Gaule, inauguré à Lyon et terminé dans le palais de Gontran (à Lyon ou à Chalon) ; son sujet reste inconnu[rs 5] ;
- 582 : Ier concile de Mâcon, convoqué par Gontran[rs 6] ;
- 584 : IIe concile de Valence, confirmant les dons et protection par Gontran pour les églises Saint-Marcel de Chalon et Saint-Symphorian d'Autun[rs 1] ;
- 585 : IIe concile de Mâcon, concile important convoqué par Gontran[rs 7] ;
- 587 : assemblée d'Andelot au diocèse de Langres[rs 8] ;
- 590 : concile de Poitiers, intervention et ordonnance par Gontran, à la suite de la révolte de l'abbaye Sainte-Croix de Poitiers[rs 9] ;
- 590 : concile d'Autun, convoqué par Gontran[rs 10].

Il était, donc, un excellent collaborateur des évêques. Saint Grégoire de Tours, quant à lui, qualifiait le roi Gontran de quasi-évêque. Le IIe concile de Mâcon se caractérisait, surtout, par la déclaration et la confirmation de nombreux règlements religieux, y compris ceux du repos dominical.

## Représentations dans les arts

### Littérature
- 1898 : Le Dévouement de Gontran, saynète à deux personnages, de Lydie Rostoptchine (nièce de la comtesse de Ségur), représentée pour les invités au théâtre Pompadour le 21 juin 1898[43],[44].

### Télévision
- 1991 : L'Enfant des loups, téléfilm franco-espagnol de Philippe Monnier, avec Régis Le Rohellec dans le rôle de Gontran.